# DLNA

Эмблема консорциума
Digital Living Network Alliance

DLNA (англ. Digital Living Network Alliance) — набор стандартов, позволяющих совместимым устройствам передавать и принимать по домашней сети различный медиаконтент (изображения, музыку, видео), а также отображать его в режиме реального времени. То есть — технология для соединения домашних компьютеров, мобильных телефонов, ноутбуков и бытовой электроники в единую цифровую сеть. Устройства, которые поддерживают спецификацию DLNA, по желанию пользователя могут настраиваться и объединяться в сеть в автоматическом режиме.
Средой передачи медиаконтента обычно является домашняя локальная сеть (IP-сеть). Подключение DLNA-совместимых устройств к домашней сети может быть как проводным (Ethernet), так и беспроводным (Wi-Fi).

## Создатели и производители
В альянс, поддерживающий стандарты, изначально вошли Intel, Sony, Matsushita, Microsoft, Nokia, Philips, Hewlett-Packard, Samsung, по состоянию на 2013 год в нём состоит более 200 производителей оборудования, среди которых Cisco, Huawei, LG, Motorola. В рамках альянса стандарты развиваются для обеспечения мультимедиа-обмена для широкого класса бытовых устройств (телевизоров, видеокамер, аудио- и видеопроигрывателей, мобильных телефонов, компьютеров, принтеров и т. п.), в некотором смысле эти стандарты являются идеологическими наследниками так и не получившей широкое распространение технологии UPnP. В ней для обнаружения и управления устройствами и медиапотоками используются протоколы UPnP Audio and Video 1.0 и UPnP Device Architecture 1.0.

## Устройства
Все устройства, соответствующие стандартам DLNA, разделяются на три категории.
В первую — бытовых сетевых устройств (HND, англ. home network devices), входят продукты разной сложности, применяемые преимущественно в домашних условиях: сетевые хранилища, аудио- и видеоплееры, телевизоры, музыкальные центры, принтеры. По поддерживаемым функциям они делятся на медиасерверы (DMS, англ. digital media servers), медиапроигрыватели (DMP, англ. digital media players), медиаконтроллеры (DMC, digital media controllers), медиарендереры (DMR, digital media renderers), некоторые устройства могут совмещать несколько классов.
Вторая категория — мобильные устройства (MHD, англ. mobile handheld devices — охватывает мобильные телефоны, портативные плееры, карманные компьютеры, фото- и видеокамеры, способные передавать и принимать информацию из хранилищ медиаданных. Функционально эта категория близка к HND, но отличается упрощёнными требованиями к числу поддерживаемых форматов и производительности. По функциям мобильные устройства делятся на следующие функциональные классы:
- мобильные медиасерверы (M-DMS, mobile digital media server),
- мобильные медиапроигрыватели (M-DMP, mobile digital media player),
- мобильные загрузчики (M-DMD, mobile digital media download),
- мобильные передатчики (M-DMU, mobile digital media uploader),
- мобильные контроллеры (M-DMC, mobile digital media controller).

В третью категорию — бытовых многофункциональных устройств (HID, англ. home interoperability devices), входит оборудование, поддерживающее дополнительные стандарты связи и осуществляющее конвертацию форматов данных.
Таким образом, в рамках DLNA описываются практически все сценарии совместного использования устройств. К примеру, можно напрямую с цифровой фотокамеры или мобильного телефона отобразить снимки на телевизоре или распечатать на принтере. А для того, чтобы посмотреть по телевизору загруженный из сети фильм, не нужно записывать его на компакт-диск. Достаточно запустить воспроизведение на компьютере, указав в качестве средства вывода телевизор, или загрузить этот фильм в сетевое хранилище и открыть при помощи видеопроигрывателя, подключенного к домашней сети.
Для того, чтобы домашний персональный компьютер мог исполнять функции DLNA-совместимого устройства, необходима установка соответствующего программного обеспечения.
На август 2009 год стандарты поддерживались в более 5 тыс. различных устройств, в 2008 году в мире было продано порядка 200 млн экземпляров DLNA-устройств.
Каждое изделие, которое проходит DLNA-сертификацию, получает знак со специальной символикой.

## Критика
В своём базовом виде стандарт имеет узкие места и ограниченную поддержку кодеков и контейнеров.